# 조던 스톨즈
조던 스톨즈(영어: Jordan Stolz, 2004년 5월 21일~)는 미국의 스피드스케이팅 선수이다. 2022년 동계 올림픽에 참가했으며 2023년과 2024년 세계 종목별 선수권 대회에서 남자 500m와 1000m 종목, 1500m 종목에서 우승하면서 2회 연속으로 세계 종목별 선수권 대회 3관왕에 올랐다. 그는 스피드스케이팅 역사상 최연소 세계 종목별 선수권 대회 우승자이며 최초로 단일 세계 종목별 선수권 대회에서 금메달 3개를 획득한 남자 선수이다. 2023년 세계 주니어 선수권 대회에서도 개인전 금메달 3개를 획득하면서 같은 해에 세계 종목별 선수권 대회와 세계 주니어 선수권 대회에서 3가지 개인 종목(500m, 1000m, 1500m)을 우승한 최초의 선수가 되었다.